# Prix littéraires du Gouverneur général 1956
Liste des Prix littéraires du Gouverneur général pour 1956, chacun suivi du gagnant.

## Anglais
- Prix du Gouverneur général : romans et nouvelles de langue anglaise : Adele Wiseman, The Sacrifice.
- Prix du Gouverneur général : poésie ou théâtre de langue anglaise : Robert A. D. Ford, A Window on the North.
- Prix du Gouverneur général : études et essais de langue anglaise : Pierre Berton, The Mysterious North et Joseph Lister Rutledge, Century of Conflict.
- Prix du Gouverneur général : littérature jeunesse de langue anglaise - texte : Farley Mowat, Lost in the Barrens.